# Zmarzłe Czuby

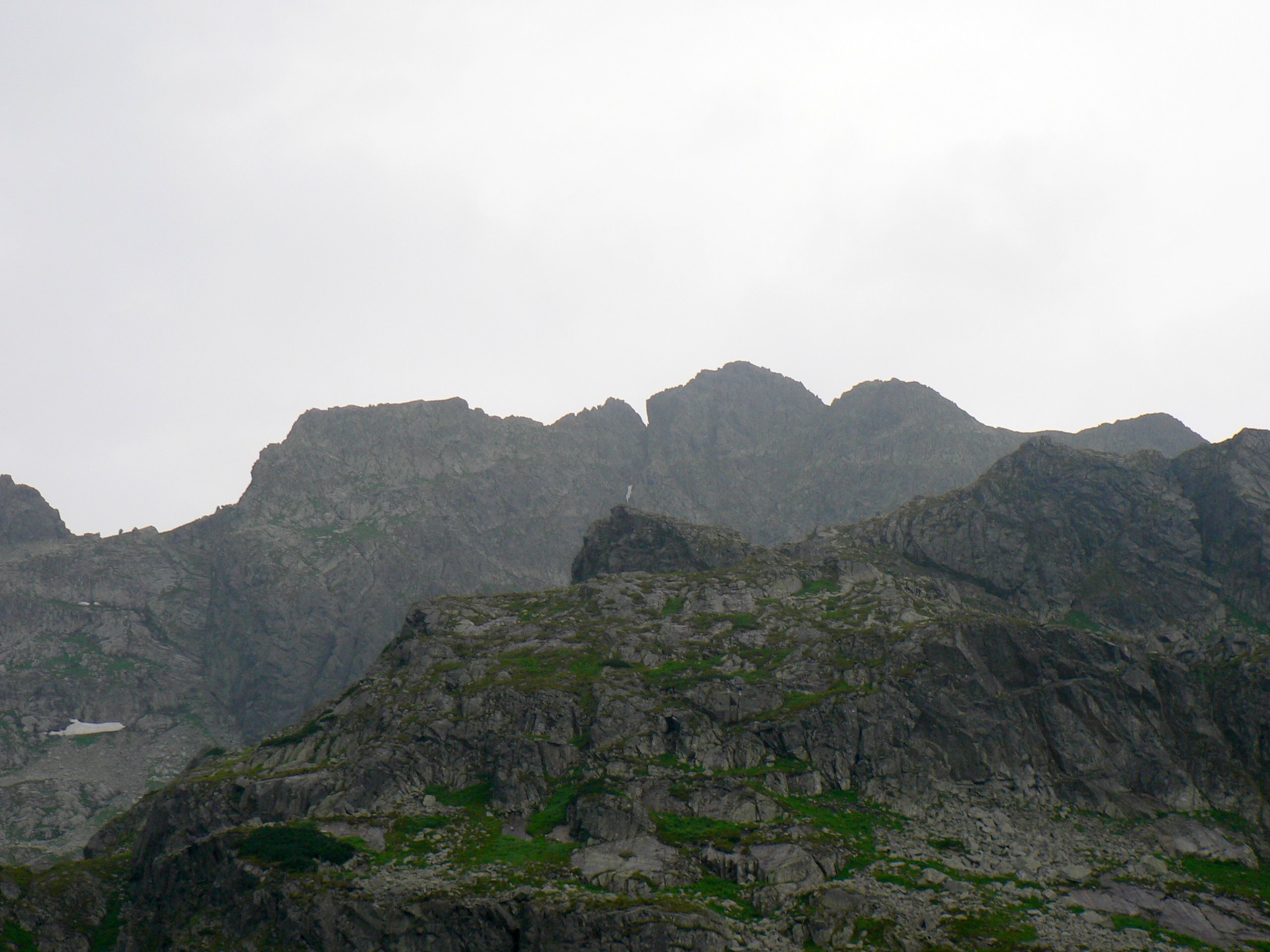
Blick vom Tal Dolina Gąsienicowa

Die Gefrorenen Zacken (polnisch Zmarzłe Czuby) ist ein Berg in der polnischen Hohen Tatra mit 1902 m im Massiv des Kleinen Gemsenbergs (Mały Kozi Wierch). Auf dem Gipfel verläuft die Grenze zwischen den Gemeinden Zakopane im Westen und Bukowina Tatrzańska, konkret den Ortsteil Brzegi, in der Woiwodschaft Kleinpolen im Landkreis Powiat Tatrzański.

## Lage und Umgebung
Unterhalb des Gipfels liegen die Täler Fünfseental, konkret sein Hängetal Dolina Pusta, im Osten und Dolina Gąsienicowa, konkret sein Hängetal Dolina Czarna Gąsienicowa im Westen.
Vom Gipfel des Kleinen Gemsenbergs im Süden werden die Gefrorenen Zacken durch den Bergpass Obere Ödkarscharte (Zmarzła Przełączka Wyżnia) getrennt und von dem nördlich gelegenen Gipfel Ödkarturm (Zamarła Turnia) durch den Bergpass Ödkarscharte (Zmarzła Przełęcz).

## Etymologie
Der polnische Name Zmarzłe Czuby lässt sich als Erfrorene Hügel übersetzen.

## Flora und Fauna
Trotz seiner Höhe besitzen die Gefrorenen Zacken eine bunte Flora und Fauna. Es treten zahlreiche Pflanzenarten auf, insbesondere hochalpine Blumen und Gräser. Neben Insekten und Weichtieren sowie Raubvögeln besuchen auch Murmeltiere und Gämsen den Gipfel.

## Tourismus
Die Gefrorenen Zacken sind bei Wanderern und Kletterern beliebt. Sie liegt auf dem Höhenweg Orla Perć.

### Routen zum Gipfel
Der Höhenweg Orla Perć führt über die Gefrorenen Zacken vom Bergpass Riegelscharte zum Bergpass Kreuzsattel.
- ▬ Ein rot markierter Wanderweg führt vom Kasprowy Wierch über die Gipfel Beskid und Pośrednia Turnia sowie die Bergpässe Liliowe und Świnicka Przełęcz auf die Świnica und weiter zum Höhenweg Orla Perć, der beim Bergpass Zawrat beginnt. Als Ausgangspunkt für eine Besteigung aus den Tälern eignen sich die Berghütten Schronisko PTTK Murowaniec sowie Schronisko PTTK w Dolinie Pięciu Stawów Polskich.

## Belege
- Zofia Radwańska-Paryska, Witold Henryk Paryski: Wielka encyklopedia tatrzańska. Poronin, Wyd. Górskie, 2004, ISBN 83-7104-009-1.
- Tatry Wysokie słowackie i polskie. Mapa turystyczna 1:25.000, Warszawa, 2005/06, Polkart, ISBN 83-87873-26-8.